# Tel·lurur de liti
El tel·lurur de liti és un compost inorgànic, del grup de les sals, que està constituït per anions tel·lurur {\displaystyle {\ce {Te^2-}}} i cations liti (1+) {\displaystyle {\ce {Li+}}}, la qual fórmula química és {\displaystyle {\ce {Li2Te}}}.

## Propietats
El tel·lurur de liti es presenta en forma de pols blanca que té un punt de fusió de 1204 °C. S'ha calculat que la seva densitat és de 3,40 g/cm³, que cristal·litza en el sistema cúbic, grup espacial Fm3m.

## Preparació
Un mètode d'obtenció tel·lurur de liti és fer reaccionar liti en amoníac líquid amb quantitats estequiomètriques de tel·luri segons la reacció:
{\displaystyle {\ce {2Li + Te ->[NH_3] Li2Te}}}

## Aplicacions
La pols de tel·lur de liti s'utilitza principalment en cel·les fotovoltaiques i materials semiconductors.